# Farsi (distrikt)
Farsi (persiska: فارسی), eller Wuluswali-ye Farsi (ولسوالی فارسی), är ett distrikt i Afghanistan. Det ligger i provinsen Herat, i den västra delen av landet. Administrativ huvudort är Farsi.
Distriktet beräknades år 2022 ha cirka 36 000 invånare.